# 海灘救護隊 (電影)
《海灘救護隊》（英語：Baywatch）是一部2017年美國動作喜劇片，由塞斯·高登執導，改編自1989年同名電視劇。電影主演包括巨石強森、柴克·艾弗隆、亞歷珊卓·妲妲里奧、凱莉·羅巴克、艾芬妮許·哈德拉、琵豔卡·喬普拉、漢尼拔·布瑞斯、葉海亞·阿巴杜-馬汀二世和喬恩·巴斯。
正式拍攝於2016年2月22日在佛羅里達州的邁阿密和喬治亞州的薩凡納進行。電影由派拉蒙影業定於2017年5月25日在美國上映。

## 劇情
故事敘述在陽光普照的迷人的海灘上，一名經驗豐富的老牌救生員與另一名魯莽的青年救生員針鋒相對，但如今兩人必須放棄競爭，以阻止某種犯罪人士威脅到他們的海灘。

## 演員
| 演員                                         | 角色                             | 備註                                                                               |
| 巨石強森 Dwayne Johnson                      | 米奇·布坎南 Mitch Buchannon      | 翡翠灣海灘救護隊領袖。高大挺拔，個性風趣且行徑英勇的救生員                         |
| 柴克·艾弗隆 Zac Efron                        | 麥特·布洛迪 Matt Brody           | 前奧運游泳國手，救護隊新人。因其個性及負面事件退出國家隊，後受到推薦輾轉來到翡翠灣 |
| 琵豔卡·喬普拉 Priyanka Chopra                | 維多莉亞·莉茲 Victoria Leeds     | 亨特利俱樂部的新業主，利用船隻作掩護進行毒品交易                                   |
| 亞歷珊卓·妲妲里奧 Alexandra Daddario         | 薩摩·奎茵 Summer Quinn           | 救護隊新人                                                                         |
| 喬恩·巴斯 Jon Bass                           | 羅尼·格林鮑姆 Ronnie Greenbaum   | 海灘雙寶，迪斯可舞者，暗戀C.J.，三度參加救護隊預選賽                               |
| 漢尼拔·布瑞斯 Hannibal Buress                | 科技戴夫 Dave the Tech           | 海灘雙寶，羅尼好友，後為莉茲幹髒活                                                 |
| 凱莉·羅巴克 Kelly Rohrbach                   | C·J·帕克 C.J. Parker             | 海灘救護隊成員，羅尼愛慕的對象                                                     |
| 艾芬妮許·哈德拉 Ilfenesh Hadera              | 史蒂芬妮·霍爾登 Stephanie Holden | 海灘救護隊成員，米奇隊內副手                                                       |
| 葉海亞·阿巴杜-馬汀二世 Yahya Abdul-Mateen II | 蓋納·艾勒比 Garner Ellerbee      | 灣岸巡警，常被米奇調侃，認為自己在海灘上沒有實權                                   |
| 奧斯卡·努納茲 Oscar Nunez                    | 羅德里格茲 Rodriguez             | 佛羅里達州議員。受賄，和維多莉亞簽署灣岸經營新合約                                 |
| 羅伯·許伯爾 Rob Huebel                       | 索普隊長 Captain Thorpe          | 米奇上司，同意讓麥特加入救護隊                                                     |
| 阿明·約瑟夫 Amin Joseph                      | 法蘭奇 Frankie                   | 私人司機，受雇於莉茲                                                               |
| 傑克·凱西 Jack Kesy                          | 里昂 Leon                        | 私人保鑣，受雇於莉茲                                                               |
| 貝琳達·佩瑞格林 Belinda Peregrín             | 卡門 Carmen                      |                                                                                    |
| 伊莎貝·哥娜特 Izabel Goulart                 | 安柏 Amber                       |                                                                                    |
| 夏洛特·麥金妮 Charlotte McKinney             | 茱莉亞 Julia                     |                                                                                    |
| 阿里安·福斯特 Arian Foste                    | 他自己 Himself                   | 客串演出                                                                           |
| 塞斯·戈登 Seth Gordon                        | 直升機駕駛 Helicopter pilot      | 客串演出，前來接應莉茲的直升機駕駛。                                               |
| 大衛·赫索霍夫 David Hasselhoff               | 導師 The Mentor                  | 客串演出。在米奇失意時，意外現身點醒了他                                           |
| 潘蜜拉·安德森 Pamela Anderson                | 凱西·珍·帕克 Casey Jean Parker   | 客串演出，C·J·帕克的母親                                                           |

## 製作
電影正式於2016年2月22日在佛羅里達州的迪爾菲爾德海灘開拍，背景設定於布勞沃德郡，而電視劇則是設定在加利福尼亞州的馬里布。電影也在邁阿密和喬治亞州的薩凡納取景。2016年3月下旬，劇組於喬治亞州的泰碧島拍攝。

## 發行
2016年1月，派拉蒙影業將本片定於2017年5月19日在美國上映，此前為《魔鬼終結者：創世契機》續集的日期。2016年12月，美國上映日延期至2017年5月26日，這是為了避免與《異形：聖約》競爭。2017年4月，美國上映日提前一天。

### 票房
在美國和加拿大，本片估計在為期五天的首週末中獲得4500萬至5000萬美元的票房。電影在週五當天開出570萬美元的票房後，五天估計值降至2500萬美元。電影在美國首週末票房收入為1810萬美元，位居當週第三，排於《加勒比海盜 神鬼奇航：死無對證》（6220萬美元）和《星際異攻隊2》（1990萬美元）之後；該成績遠低於預期，口碑不佳。

### 反響
在爛番茄上，本作基於231個專業影評給出18%的新鮮度，觀眾亦給出平均55%好壞參半評價。在Metacritic上，電影獲得了37分

## 備註
1. ↑  前米基·布坎南飾演者。

## 外部連結
- Box Office Mojo上《海灘救護隊》的資料（英文）
- 互联网电影数据库（IMDb）上《海灘救護隊》的资料（英文）
- 爛番茄上《海灘救護隊》的資料（英文）
- Metacritic上《海灘救護隊》的資料（英文）
- AllMovie上《海灘救護隊》的资料（英文）
- 開眼電影網上《海灘救護隊》的資料（繁體中文）
- 时光网上《海灘救護隊》的資料（简体中文）
- 豆瓣电影上《海灘救護隊》的資料 （简体中文）